# Yokosuka B4Y
Yokosuka B4Y1 – japoński pokładowy samolot bombowo-torpedowy. Zaprojektowany i zbudowany w 1935 roku w japońskiej wytwórni lotniczej I Technicznym Arsenale Lotnictwa Morskiego w Yokosuka. W czasie wojny nosił amerykańskie oznaczenie kodowe Jean.

## Historia
W 1934 roku sztab japońskiej marynarki w ramach programu rozwoju lotnictwa morskiego wydał wymagania taktyczno-techniczne na samolot torpedowy przystosowany do operowania z pokładów lotniskowców.
Z opracowanych projektów samolotów sztab marynarki wojennej przyjął do dalszych prac projekt opracowany w I Technicznym Arsenale Lotnictwa Morskiego w Yokosuka przez inż. Sanae Kawasaki. Projekt ten bowiem przewidywał wykorzystanie w konstrukcji gotowych i produkowanych już elementów, co pozwalało na szybkie uruchomienie produkcji. W istocie kadłub nowej konstrukcji połączono ze skrzydłami produkowanego już wodnosamolotu E7K1, odznaczającymi się dobrymi właściwościami aerodynamicznymi. Prototyp samolotu B4Y, wyposażony w chłodzony cieczą silnik Hiro 91 o mocy 599 KM (440 kW), ukończono i oblatano w 1935 roku. W następnym roku zbudowano i oblatano dalsze cztery prototypy z chłodzonymi powietrzem silnikami gwiazdowymi typu Nakajima Kotobuki 3 o mocy 640 KM (470 kW) i Nakajima Hikari 2 o mocy 843 KM (620 kW).
Ostatnie prototypy uznano za odpowiadające wymaganiom marynarki i z oznaczeniem Yokosuka B4Y1 z silnikiem Nakajima Hikari 2 w listopadzie 1936 roku skierowano do produkcji pod nazwą Pokładowy Bombowiec Szturmowy Marynarki Wzór 96.
Łącznie w latach 1935-1936 wyprodukowano 205 samolotów, w tym w poszczególnych wytwórniach:
- I Technicznym Arsenale Lotnictwa Morskiego w Yokosuka (Dai-Ichi Kaigun Kōkū Gijutsu-shō, Yokosuka) – 5 samolotów(prototypy) (1935–1936)
- Nakajima Hikōki K. K. – 37 samolotów (1937–1938)
- Mitsubishi Jūkōgyō K. K., Nagoya – 135 samolotów (1937–1938)
- Dai-Jūichi Kaigun Kōkū-shō, Hiroo – 28 samolotów (1938)

## Użycie samolotów
Samoloty Yokosuka B4Y1 służyły na pokładach japońskich lotniskowców „Akagi”, „Hōshō”, „Kaga”, „Ryūjō” i „Sōryū” do 1940 roku. Zostały użyte bojowo w trakcie wojny japońsko-chińskiej w latach 1937–1940. W 1940 roku, będąc już przestarzałe, zostały skierowane do rezerwy i używane były do szkolenia. Zostały zastąpione w służbie przez nowoczesne dolnopłaty z chowanym podwoziem Nakajima B5N.

## Opis techniczny
Samolot Yokosuka B4Y1 był trzymiejscowym, jednosilnikowym usztywnionym dwupłatowcem konstrukcji całkowicie metalowej, pokryty płótnem. Samolot miał płaty trójdzielne o jednakowej rozpiętości, obrysie prostokątnym i dużym wydłużeniu. Górny płat wysunięty był do przodu. Centralna część płata była przewężona dla poprawienia widoczności. Płaty w skrajnej części połączone były zastrzałami w kształcie litery „N” i usztywnione cięgnami. Płaty składały się do tyłu dla ułatwienia hangarowania samolotu na lotniskowcach. Lotki były na obu płatach, nie posiadały one klap.
Kadłub samolotu miał konstrukcję kratownicową, był oprofilowany listwami i pokryty płótnem o przekroju eliptycznym. Pilot, nawigator i radiotelegrafista zajmowali miejsce w długiej częściowo oszklonej kabinie
Samolot miał usterzenie klasyczne, pionowe miało przekrój eliptyczny, statecznik poziomy podparty zastrzałami. Maszyna miała podwozie klasyczne, stałe, z kółkiem ogonowym. Podwozie główne było trójgoleniowe, koła umieszczone były w kroplowych owiewkach.
Silnik gwiazdowy miał osłonę typu NACA ze śmigłem dwułopatowym, nieprzestawialnym.
Uzbrojenie obronne stanowił pojedynczy lotniczy karabin maszynowy wzór 92 kalibru 7,7 mm.